# 紅背蠑螈
紅背蠑螈（学名：Plethodon cinereus）是一種細小的無肺螈屬。牠們棲息在北美洲東部，西至密蘇里州，南至北卡羅萊納州，北至魁北克南部及加拿大至明尼蘇達州沿海省份。牠們主要有兩種顏色形態：紅色的「紅背」及較深色的「鉛背」，另外也有一些其他顏色的形態，如黃色、橙色、白色等。

## 繁殖
雄性及雌性的紅背蠑螈的覓食及交配地區會有所不同。不過，一些紅背蠑螈相信是一夫一妻制的，形成了一個共同地盤。牠們會於6-7月間進行繁殖。雌螈每年會產4-17顆卵。6-8個星期後卵就會孵化。有關幼螈出生後分散的資料有限，但一般相信牠們是戀巢性的，會留在出生地附近達2年之久。

## 生物質能
紅背蠑螈吃大量無脊椎動物及其他岩屑間的生物。由於這些生物會加快枯葉及枯樹的分解，釋出大量的二氧化碳，故此紅背蠑螈擁有大量的生物質能。

## 飼養
紅背蠑螈對環境的耐性使牠們成為了一種受歡迎的寵物。飼養牠們並不需要很大的籠子，籠子兩側須有氣孔及密封。牠們需要一些浮木及葉堆遮蔽處。籠子內須有水源，也要保持土壤濕潤。溫度須保持在58-65℉，若高於75℉紅背蠑螈就會死亡或鑽入更深層的土壤。牠們可以吃蟋蟀、蚯蚓或黃粉蟲。

## 外部連結
- （英文）飼養紅背蠑螈的資料 （页面存档备份，存于）